# 351

## Esdeveniments
- 28 de setembre - Mursa (Pannònia): Batalla sagnant entre els emperadors Magnenci i Constanci II, que en sortirà guanyador obrint-li el pas a Il·líria i Itàlia.
- Milà (Itàlia): Constanci II nomena cèsar Constanci Gal.
- Constantinoble: Macedoni I torna a la seu del patriarcat de la ciutat.
- Jerusalem: Sant Ciril és investit bisbe de la ciutat.
- Shensi (Xina): El primer rei, Fu Jiàn, inicia la dinastia dels Jin anteriors.